# 皺刺兩棲海鯰
皺刺兩棲海鯰為輻鰭魚綱鯰形目海鯰科的其中一種，分布於南美洲蓋亞那至巴西亞馬遜河河口的半鹹水域，體長可達45公分，棲息在沿海、河口區，為底棲性魚類，生活在沙泥底質水域，屬肉食性，雌魚產卵後，由雄魚守護至卵孵化，可做為食用魚。